# Declaració Conjunta sobre la Doctrina de la Justificació
La Declaració Conjunta sobre la Doctrina de la Justificació és un document creat acordat per l'Església Catòlica (Consell Pontifici per a la Promoció de la Unitat Cristiana) i la Federació Luterana Mundial el 1999, com a resultat d'un extens diàleg ecumènic. Afirma que les esglésies ara comparteixen "una entesa comú de la nostra justificació per la gràcia de Déu mitjançant la fe en Crist. Per a les parts implicades, això bàsicament resol el conflicte al voltant de la naturalesa de la justificació, que estava en l'arrel de la Reforma Protestant.
Les esglésies reconèixer que les excomunions en relació amb la doctrina de la justificació establertes pel Concili de Trento no s'apliquen als ensenyaments de les esglésies luteranes establertes en el text, de la mateixa manera, les esglésies van reconèixer que les condemnes que estableix el Liber Concordiae no s'apliquen als ensenyaments catòlics sobre la justificació establerts en el document. Els luterans confessionals com el Concili Luterà Internacional i la Conferència Luterana Evangèlica Confessional, rebutgen la Declaració.
El 18 de juliol de 2006, els membres del Consell Metodista Mundial, reunits a Seül, Corea del Sud, van votar per unanimitat a favor d'adoptar aquest document.